# Olympische Sommerspiele 2020/Teilnehmer (Barbados)
| Gelbes Symbol für Goldmedaillen mit stilisierten Olympischen Ringen | Graues Symbol für Silbermedaillen mit stilisierten Olympischen Ringen | Braundes Symbol für Bronzemedaillen mit stilisierten Olympischen Ringen |
| ------------------------------------------------------------------- | --------------------------------------------------------------------- | ----------------------------------------------------------------------- |
| —                                                                   | —                                                                     | —                                                                       |

Barbados nahm an den Olympischen Spielen 2020 in Tokio mit acht Sportlern in zwei Sportarten teil. Es war die insgesamt 13. Teilnahme an den Olympischen Sommerspielen.

## Teilnehmer nach Sportarten

### Leichtathletik
Laufen und Gehen 
| Athleten         | Wettbewerb   | Runde 1 | Runde 1 | Halbfinale    | Halbfinale    | Finale        | Finale        | Rang          |
| Athleten         | Wettbewerb   | Zeit    | Rang    | Zeit          | Rang          | Zeit          | Rang          | Rang          |
| ---------------- | ------------ | ------- | ------- | ------------- | ------------- | ------------- | ------------- | ------------- |
| Frauen           |              |         |         |               |               |               |               |               |
| Tristan Evelyn   | 100 m        | 11,42 s | 6       | ausgeschieden | ausgeschieden | ausgeschieden | ausgeschieden | ausgeschieden |
| Sada Williams    | 400 m        | 51,36 s | 3       | 50,11 s       | 3             | ausgeschieden | ausgeschieden | ausgeschieden |
| Tia-Adana Belle  | 400 m Hürden | 55,69 s | 2       | 59,26 s       | 8             | ausgeschieden | ausgeschieden | ausgeschieden |
| Männer           |              |         |         |               |               |               |               |               |
| Mario Burke      | 100 m        | 15,81 s | 9       | ausgeschieden | ausgeschieden | ausgeschieden | ausgeschieden | ausgeschieden |
| Shane Brathwaite | 110 m Hürden | 13,64 s | 6       | ausgeschieden | ausgeschieden | ausgeschieden | ausgeschieden | ausgeschieden |
| Jonathan Jones   | 400 m        | 45,04 s | 2       | 45,61 s       | 8             | ausgeschieden | ausgeschieden | ausgeschieden |

### Schwimmen
| Athleten       | Wettbewerb     | Vorlauf     | Vorlauf | Halbfinale    | Halbfinale    | Finale        | Finale        | Rang |
| Athleten       | Wettbewerb     | Zeit        | Rang    | Zeit          | Rang          | Zeit          | Rang          | Rang |
| -------------- | -------------- | ----------- | ------- | ------------- | ------------- | ------------- | ------------- | ---- |
| Frauen         |                |             |         |               |               |               |               |      |
| Danielle Titus | 100 m Rücken   | 1:04,53 min | 37      | ausgeschieden | ausgeschieden | ausgeschieden | ausgeschieden | 37   |
| Männer         |                |             |         |               |               |               |               |      |
| Alex Sobers    | 200 m Freistil | 1:48,09 min | 29      | ausgeschieden | ausgeschieden | ausgeschieden | ausgeschieden | 29   |
| Alex Sobers    | 400 m Freistil | 3:59,14 min | 34      | ausgeschieden | ausgeschieden | ausgeschieden | ausgeschieden | 34   |